# Valse doornhaaien
Valse doornhaaien (Dalatiidae) vormen een familie van haaien uit de orde van Doornhaaiachtigen (Squaliformes). Ze worden over de gehele wereld aangetroffen.

## Onderfamilies,geslachtengroepen,geslachtenensoorten
In sommige classificiaties omvat de familie Dalatiidae de geslachten Centrophorus, Cirrhigaleus en Deania, maar wanneer FishBase gevolgd wordt, vallen deze geslachten in de families Centrophoridae (Centrophorus en Deania) en Squalidae (Cirrhigaleus).

Ook de hieronder volgende groepen worden beschouwd als opzichzelfstaande families:
- Etmopteridae (lantaarnhaaien)
- Somniosidae (sluimer- of ijshaaien)
- Oxynotidae (ruwhaaien) (een familie met maar één geslacht: Oxynotus)

De diverse geslachten van bovenstaande families worden dus ook wel beschouwd als behorend tot de familie Dalatiidae (sensu lato). De verkleinde familie Dalatiidae (sensu stricto) houdt in elk geval de volgende geslachten en soorten:
- Dalatias Rafinesque, 1810
- Euprotomicroides Hulley & M. J. Penrith, 1966
- Euprotomicrus T. N. Gill, 1865
- Heteroscymnoides Fowler, 1934
- Isistius T. N. Gill, 1865
- Mollisquama Dolganov, 1984
- Squaliolus H. M. Smith & Radcliffe, 1912

Centrophoridae · Dalatiidae · Echinorhinidae · Etmopteridae · Oxynotidae · Somniosidae · Squalidae